# Pekka
Pekka är ett mansnamn som är vanligt i Finland. Det är den finska formen av Per och Peter.
Tidigare var Pekka ett populärt namn bara i östra Finland och var vulgärt i västra Finland, men president Pehr Evind Svinhufvuds smeknamn Ukko-Pekka ("gubben Pekka") gjorde det till ett populärt namn även i västra Finland.
I Sverige är namnet inte lika vanligt och de flesta som har namnet är av finskt ursprung eller har finsk släkt. Namnsdag i Finland: 29 juni i finska kalendern.

## Personer med namnet Pekka
- Pekka-Eric Auvinen, finländsk skolskjutare
- Pekka Haavisto, finländsk politiker
- Pekka Halonen, finländsk målare
- Pekka Heino, programledare i svensk TV
- Olli-Pekka Karjalainen, finländsk friidrottare
- Pekka Kuusisto, finländsk violinist
- Pekka Kuvaja, finländsk längdåkare och bankman
- Pekka Langer, svensk programledare i radio och TV
- Peter "Pekka" Lindmark, svensk f.d. hockeyspelare
- Esa-Pekka Salonen, finländsk dirigent
- Pekka Saravo, finländsk ishockeyspelare
- Pekka Siitoin, finländsk nationalsocialist
- Pekka Suorsa, finländsk backhoppare
- Pehr Evind Svinhufvud eller Ukko-Pekka ("gubben Pekka"), Finlands tredje president
- Leonard Pietari "Pekka" Tapaninen, finländsk biskop
- Pekka Vasala, finländsk medeldistanslöpare
- Pekka Vennamo, finländsk politiker

## Andra Pekkor
- Laku-Pekka, en finländsk lakritsgodis
- Svarte Petter (kortspel), på finska Musta Pekka, ett kortspel.